# Kroatiens herrlandslag i futsal
Kroatiens herrlandslag i futsal representerar Kroatien i futsal för herrar. Laget styrs av Kroatiska fotbollsförbundet och dess hemmaarena är Zagreb Arena. 